# La Pat' Patrouille, le film
Pour la série télévisée, voir PAW Patrol : La Pat' Patrouille.
Série
La Pat' Patrouille : La Super Patrouille, le film
(2023)
Pour plus de détails, voir Fiche technique et Distribution.
La Pat' Patrouille, le film (PAW Patrol: The Movie) est un film d'animation canadien réalisé par Cal Brunker (en) et sorti en 2021. Il est basé sur la série télévisée d'animation PAW Patrol : La Pat' Patrouille créée par Keith Chapman.
La production a été effectuée à distance pendant la pandémie de COVID-19, qui signifie que les membres de l’équipe du film et les acteurs travaillaient à domicile. À sa sortie, le film est un succès critique et commercial, qui rapporte 144 millions dollars au box-office mondial pour un budget de 26 millions dollars.
Une suite intitulée La Pat' Patrouille : La Super Patrouille, le film, est sortie en 2023 et un 3e opus est programmé pour 2026.

## Synopsis
À la Grande vallée, après que la Pat' Patrouille ait sauvé une personne en danger, une teckel nommé Liberty les avertit que leur ennemi juré, le maire Hellinger, vient de devenir maire d'Aventureville et qu’il veut enfermer les chiens à la fourrière, pour laisser la place aux chats. La Pat' Patrouille se prépare pour se rendre à Aventureville, sauf que Chase refuse d'abord d'y aller, car il a été abandonné quand il était plus jeune, mais accepte à contrecœur d'y aller après que Ryder ait dit que tout ira bien.
Un jour de pluie, alors que Ryder et les chiots s'installent dans leur nouveau quartier général, Hellinger se rend dans un laboratoire de météorologie et insiste pour tester "l'Attrape nuages", un appareil conçu par le Dr. Kendra Wilson, qui permet de collecter des nuages pour avoir une bonne météo. Ce soir-là, Hellinger donne un feu d'artifice pour célébrer son élection, mais le spectacle tourne mal. Ryder et les chiots se rendent donc sur place avec l'aide de Liberty.
Au cours de l’opération, Chase voit des citoyens piégés sur un balcon et va les secourir, mais il oublie d'enlever son parachute et se fait souffler par-dessus la balustrade par une rafale de vent. Fort heureusement, les citoyens sont sauvés grâce aux autres chiots, mais Chase a l’impression d’avoir commis une terrible erreur et il commence à avoir des doutes sur ses capacités. Le lendemain, Hellinger dévoile le Loopinger une extension en boucle qu'il a conçue pour un train de métro, qui tombe en panne et laisse le train piégé au sommet de la dernière boucle. Tout en essayant d'empêcher le train de tomber, Ryder envoie Chase sur un toit pour faire de la tyrolienne vers les wagons afin que les passagers puissent être sauvés, mais il finit par gelé dans la peur des hauteurs, et les autres chiots doivent sauver les passagers à la place.
Une fois le sauvetage terminé, Ryder conseille à Chase de faire une pause, mais Chase l'accuse de briser sa confiance et s'enfuit, pour être ensuite capturé par les sbires de Hellinger, Nestor et Norbert, et emmené dans une école d'obéissance que Hellinger a transformée en fourrière. Pour aider à sauver Chase, Liberty se fait délibérément enlever en gâchant une interview en direct de Hellinger. Elle est emmenée à la fourrière ce qui leur permet de pénétrer dans la fourrière et de libérer les autres chiens avec l’aide de la Pat' Patrouille. Alors que les autres chiots retournent à leur QG d'Aventureville, Ryder emmène Chase à l’endroit où ils se sont rencontrés pour la première fois et explique à Chase qu'il l'a adopté parce qu'il voyait de la bravoure en lui.
Plus tard, Hellinger révèle les hauts de Hellinger une extension qu'il a ajoutée au plus haut gratte-ciel de la ville, plaçant son bureau tout en haut, mais à ce moment-là, le "l'Attrape nuages" devient critique, n'ayant pas été conçu pour fonctionner sans arrêt ou être utilisé pour contrôler la météo, et commence à fuir des nuages avec des semaines de mauvais temps, plaçant une tempête massive de force d'ouragan sur tout Aventureville. Kendra contacte la Pat' Patrouille pour demander de l’aide de toute urgence, et Ryder fait de Liberty un membre officiel la Pat' Patrouille.
Alors que les chiots aident les citoyens à se mettre à l'abri, Ryder monte au bureau de Hellinger et le convainc d'évacuer en montant dans l'ascenseur. Ryder libère manuellement les câbles de l'ascenseur pour abaisser rapidement Hellinger au sol, puis commence à descendre le puits, mais la tour est soufflée sur le côté et Ryder est piégé et la tour s'écrase dans un immeuble. Chase, après avoir vu la tour tomber, se précipite pour le sauver en utilisant des pneus à ventouse sur la moto amovible de sa voiture pour rouler tout droit sur le côté des vitres de l’immeuble.
En arrive au sommet et en voyant la lueur d'une lumière sur la combinaison de Ryder, Chase se précipite vers un trou où la tour s'est effondré, sauf qu'il se trouve sur un autre bâtiment où il n’y a pas moyen de traverser, il tente alors d’utiliser son grappin mais sans succès. Il s'inquiète de passer à travers, mais se souvenant ensuite des paroles de Ryder sur son courage, Chase fait un acte de foi à travers l'écart et fais un grand saut pour atteindre l’autre bâtiment. Il aide ensuite Ryder
et ils s'échappent du bâtiment, tandis que Stella réussi à détruire "l'Attrape nuages" en sacrifiant son jet supersonique. Alors que le temps est à nouveau dégagé et ensoleillé, la Pat' Patrouille arrête Hellinger pour avoir mis la ville en danger. 
La Pat' Patrouille reçoit la clé de la ville d'Aventureville, et Ryder donne à Liberty son propre collier de chiot pour en faire un véritable membre. Mais ils reçoivent un appel à secourir, c’est donc parti pour une nouvelle mission pour la Pat' Patrouille.

## Fiche technique
- Titre français : La Pat' Patrouille, le film
- Titre original : PAW Patrol: The Movie
- Réalisation : Cal Brunker (en)
- Scénario : Cal Brunker, Bob Barlen et Billy Frolick, d'après une histoire de Billy Frolick, d'après la série télévisée d'animation PAW Patrol : La Pat' Patrouille de Keith Chapman
- Musique : Heitor Pereira
- Production : Jennifer Dodge
- Production exécutif : Ronnen Harary, Peter Schlessel et Adam Beder 
  - Co-production : Laura Clunie et Toni Stevens
- Montage : Ed Fuller
- Directeur artistique : Andrew Hickson
- Superviseur animation des personnages : Jacques Daigle
- Sociétés de production : Spin Master Entertainment (en)
- Sociétés de distribution : Paramount Pictures (États-Unis et France) ; Entract Films (Québec) ; Nickelodeon Movies (International)
- Budget : 26 millions de dollars
- Pays d’origine :  Canada[1]
- Langue originale : anglais
- Format : couleur
- Genre : animation, aventure, comédie
- Durée : 86 minutes
- Dates de sortie :
  - États-Unis / Canada : 20 août 2021[2],[3] (au cinéma et sur Paramount+)
  - France : 11 août 2021

## Distribution

### Voix originales
- Iain Armitage : Chase
- Marsai Martin : Liberty
- Lilly Bartlam (en) : Skye (Stella en VF)
- Keegan Hedley : Rubble (Ruben en VF)
- Kingsley Marshall : Marshall (Marcus en VF)
- Callum Shoniker : Rocky
- Shayle Simons : Zuma
- Kim Kardashian : Delores (Dolores en VF)
- Will Brisbin : Ryder
- Ron Pardo (en) : Cap'n Turbot (capitaine Turbot en VF) / Mayor Humdinger (maire Hellinger en VF)
- Yara Shahidi : Dr Kendra Wilson
- Randall Park : Butch (Nestor en VF)
- Jimmy Kimmel : Marty Muckracker (Franky Fouinepartout en VF)
- Tyler Perry : Gus
- Dax Shepard : Ruben (Norbert en VF)
- Monique Alvarez : Carmen
- Neil Crone : Tony
- Kim Roberts : Mayor Goodway
- Charlie Gallant : Harris
- Joe Pingue : Barney
- Richard Binsley : Rocket
- Joshua Graham : l'ordinateur du QG
- Haley Tju : Narrateur

### Voix françaises
- Audrey Sablé : Chase
- Valentina Tronel : Liberty
- Lisa Caruso : Stella
- Céline Ronté : Ruben
- Leslie Lipkins : Marcus
- Nathalie Bienaimé : Rocky
- Élodie Menant : Zuma
- Marie Diot : Dolores
- Alexandre Nguyen : Ryder
- Martial Le Minoux : le capitaine Turbot
- Philippe Roullier : le maire Hellinger
- Amélia Ewu : Dr. Kendra Wilson
- Jérémy Bardeau : Nestor
- Joan Faggianelli : Franky Fouinepartout
- Rody Benghezala : Gus
- Quentin Faure : Norbert
- Jacques Bouanich : Tony
- Nathalie Homs : la maire Goodway
- Thibaut Lacour : Harris
- Xavier Fagnon : Barney
- Antoine Schoumsky : Rocket

Version française réalisé par la société de doublage Titra Film ; direction artistique : Céline Ronté ; adaptation des dialogues : Émilie Barbier et Franck Hervé,.
 Source et légende : version française (VF) sur RS Doublage , Allociné et carton du DVD zone 2.

## Production

### Développement
En novembre 2017, Ronnen Harary a confirmé que Spin Master étudiait actuellement la possibilité d'étendre la franchise PAW Patrol : La Pat' Patrouille aux longs-métrages et la société est actuellement en train de développer un scénario de film.  Des tests d'animation ont été menés pour mesurer la façon dont les personnages « se traduiraient sur le grand écran » et la société a développé un scénario de film. L'animation du film est conçue par Mikros Image, et Cal Brunker s'est chargé de la réalisation du film.  
Jennifer Dodge, la productrice du film, a déclaré qu'ils étaient enthousiasmés par le partenariat avec Paramount Pictures et Nickelodeon Movies pour amener la franchise sur grand écran. Elle ajoute : « Cette première incursion dans l'arène du long métrage marque une expansion stratégique importante pour Spin Master Entertainment et nos propriétés. Cela démontre notre engagement à exploiter nos propres équipes de production de divertissement internes pour développer et fournir la propriété intellectuelle dans un format cinématographique et nous permet de connecter nos personnages aux fans par le biais d'expériences théâtrales partagées ».

### Attribution des rôles
Le 15 octobre 2020, Iain Armitage, Marsai Martin, Yara Shahidi, Kim Kardashian, Randall Park, Dax Shepard, Tyler Perry, Jimmy Kimmel ont été annoncés dans le cadre de la distribution. Le 3 mai 2021, la distribution et les personnages ont été annoncés. Adam Levine, Perry et Kardashian ont rejoint la distribution parce que leurs enfants respectifs étaient fans de la série. Pour le rôle de Ryder, plus de 1 000 personnes ont auditionné avant que Will Brisbin, un acteur de 15 ans de Sherwood Park, obtient le rôle.
Dans la version française du film, les voix françaises sont les mêmes que dans la série d’animation, à l’exception du personnage Liberty qui est doublé par Valentina.

### La réalisation en télétravail
La production a dû être effectuée en télétravail pendant la pandémie de Covid-19 aux États-Unis, et selon le réalisateur, le film a été produit presque entièrement au Canada. Le studio Paramount a transféré chez les membres de l’équipe du matériel pour terminer le film, que ce soit l’animation et le montage. Et pour le doublage, les micros et équipements audio ont eux aussi été envoyés chez les comédiens pour qu’ils enregistrent leurs répliques.

## Date de sortie
Le film sort le 20 août 2021 aux États-Unis et au Canada, mais en raison du COVID-19, le film est sorti à la fois au cinéma et sur Paramount+. 
La sortie du film en France (uniquement au cinéma), initialement prévue pour le 25 août 2021, a été avancée au 11 août 2021. 

## Accueil

### Marketing
Une bande-annonce a été projetée aux Kids' Choice Awards 2021, et les personnages du film ont été annoncés le 3 mai 2021.

### Accueil critique
Le film obtient un accueil favorable de 80 % sur Rotten Tomatoes. Il a reçu des critiques généralement positives de la part des critiques pour son animation, ses thèmes, sa caractérisation, sa bande-son et ses séquences d'action.
En France, sur le site Allociné, la note moyenne du film pour les 8 critiques de presse française recensées est de 3 sur 5, et la note moyenne des critiques du public est de 2,8 sur 5.

### Box-office
Le film rapporté 40,1 millions de dollars aux États-Unis et au Canada, et 104,2 millions de dollars dans d'autres territoires, pour un total mondial de 144 millions dollars, faisant un grand succès face à la pandémie. Ce film a même permis aux enfants de retourner aux salles de cinéma depuis le début de la pandémie COVID-19.
En France, le film est aussi un succès avec 460 000 entrées lors de sa première semaine.

## Suites
Une suite, nommée La Pat' Patrouille : La Super Patrouille, le film, est sortie en 2023 au cinéma.
Un troisième film La Pat' Patrouille 3 est en préparation pour une sortie prévue en 2026 au cinéma.